# Haplocosmia nepalensis
Haplocosmia nepalensis är en spindelart som beskrevs av Schmidt och von Wirth 1996. Haplocosmia nepalensis ingår i släktet Haplocosmia och familjen fågelspindlar.
Artens utbredningsområde är Nepal. Inga underarter finns listade i Catalogue of Life.